# Amphoe Wihan Daeng
Amphoe Wihan Daeng (Thai:อำเภอ วิหารแดง) ist ein Landkreis (Amphoe – Verwaltungs-Distrikt) im südlichen Teil der Provinz Saraburi. Die Provinz Saraburi liegt in der Zentralregion von Thailand.

## Etymologie
Das Wort Wihan Daeng bedeutet „Roter Wihan“, ein buddhistisches Bauwerk der Lawa im Gebiet von Ban Lam, der mit roten Ziegelsteinen erbaut worden war. Der Rote Wihan existiert heute nicht mehr.

## Geographie
Benachbarte Bezirke (von Westen im Uhrzeigersinn): Amphoe Nong Khae, Amphoe Mueang Saraburi und Amphoe Kaeng Khoi der Provinz Saraburi, Amphoe Ban Na der Provinz Nakhon Nayok sowie Amphoe Nong Suea der Provinz Pathum Thani.

## Geschichte
Amphoe Wihan Daeng wurde im Jahr 1937 zunächst als „Zweigkreis“ (King Amphoe) eingerichtet, indem der Tambon Nong Moo vom Amphoe Nong Khae abgetrennt wurde. Die Verwaltung wurde 1957 nach Ban Lam in die Suwannason Road verlegt. Der Bezirk wurde am 12. April 1961 in Wihan Daeng umbenannt, gleichzeitig bekam er den vollen Amphoe-Status.

## Verwaltung

### Provinzverwaltung
Der Landkreis Wihan Daeng ist in sechs Tambon („Unterbezirke“ oder „Gemeinden“) eingeteilt, die sich weiter in 54 Muban („Dörfer“) unterteilen.
| Nr. | Name         | Thai     | Muban | Einw. |
| --- | ------------ | -------- | ----- | ----- |
| 01. | Nong Mu      | หนองหมู   | 08    | 4.544 |
| 02. | Ban Lam      | บ้านลำ    | 07    | 6.644 |
| 03. | Khlong Ruea  | คลองเรือ  | 10    | 7.002 |
| 04. | Wihan Daeng  | วิหารแดง  | 10    | 6.149 |
| 05. | Nong Suang   | หนองสรวง | 11    | 7.259 |
| 06. | Charoen Tham | เจริญธรรม | 08    | 6.516 |

### Lokalverwaltung
Es gibt zwei Kommunen mit „Kleinstadt“-Status (Thesaban Tambon) im Landkreis:
- Wihan Daeng (Thai: เทศบาลตำบลวิหารแดง) bestehend aus den Teilen der Tambon Ban Lam, Khlong Ruea, Wihan Daeng, Nong Suang, Charoen Tham.
- Nong Mu (Thai: เทศบาลตำบลหนองหมู) bestehend aus den Teilen der Tambon Nong Mu, Wihan Daeng, Nong Suang.

Außerdem gibt es sechs „Tambon-Verwaltungsorganisationen“ (องค์การบริหารส่วนตำบล – Tambon Administrative Organizations, TAO)
- Nong Mu (Thai: องค์การบริหารส่วนตำบลหนองหมู) bestehend aus Teilen des Tambon Nong Mu.
- Ban Lam (Thai: องค์การบริหารส่วนตำบลบ้านลำ) bestehend aus Teilen des Tambon Ban Lam.
- Khlong Ruea (Thai: องค์การบริหารส่วนตำบลคลองเรือ) bestehend aus Teilen des Tambon Khlong Ruea.
- Wihan Daeng (Thai: องค์การบริหารส่วนตำบลวิหารแดง) bestehend aus Teilen des Tambon Wihan Daeng.
- Nong Suang (Thai: องค์การบริหารส่วนตำบลหนองสรวง) bestehend aus Teilen des Tambon Nong Suang.
- Charoen Tham (Thai: องค์การบริหารส่วนตำบลเจริญธรรม) bestehend aus Teilen des Tambon Charoen Tham.